# 塩化インジウム(III)
塩化インジウム(III)(Indium(III) chloride)は、化学式InCl3の化合物である。無色の塩でルイス酸として有機合成に用いられる。また、可溶性のあるインジウムの誘導体としては最も入手しやすい。

## 合成と構造
インジウムは比較的陽性の金属であり、塩素と素早く反応して三塩化物を生成する。InCl3は非常に溶けやすく、潮解性がある。メタノール-ベンゼン混合溶媒中、電気化学電池を用いた合成の報告がある。塩化アルミニウム(AlCl3)や塩化タリウム(III)(TlCl3)と同様に、InCl3の結晶はIn(III)中心に塩素が八面体型に配位した層が密に並んだ層状の結晶構造を作る。このモチーフは、塩化イットリウム(III)(YCl3)で見られるものと類似している。対照的に、塩化ガリウム(III)(GaCl3)はGa2Cl6を含む二量体として結晶化する。溶融したInCl3は導電性を持つが、AlCl3は二量体Al2Cl6を形成するため、電気を通さない。

## 反応
{\displaystyle {\ce {InCl3}}} はルイス酸であり、ドナーリガンドLと複合体を形成して {\displaystyle {\ce {InCl3L}}}、{\displaystyle {\ce {InCl3L2}}}、{\displaystyle {\ce {InCl3L3}}} を形成する。例えば、塩化物イオンが付加すると、{\displaystyle {\ce {InCl4^{-}}}}、{\displaystyle {\ce {InCl5^{2-}}}}、{\displaystyle {\ce {InCl6^{3-}}}}を形成する。
ジエチルエーテル溶液中では、InCl3は水素化リチウムLiHと反応してLiInH4を形成する。この物質は不安定で0℃以下で分解し、またin situで還元剤と反応し、第4級アミン及び水素化インジウム(InH3)とリンの複合体を形成する。
トリメチルインジウム(InMe3)は、ジエチルエーテル中でInCl3をグリニャール試薬(MeMgI)またはメチルリチウム(LiMe)と反応させることにより合成できる。トリエチルインジウムも同様に合成できるが、グリニャール試薬としてはEtMgBrを用いる。
{\displaystyle {\ce {InCl3\ +3LiMe->Me3In{\cdot }OEt2\ +3LiCl}}}
{\displaystyle {\ce {InCl3\ +3MeMgI->Me3In{\cdot }OEt2\ +3MgCl}}}
{\displaystyle {\ce {InCl3\ +3EtMgBr->Et3In{\cdot }OEt2\ +3MgBr2}}}
エーテルは、真空中25℃で除去する。
{\displaystyle {\ce {InCl3}}}は高温で金属インジウムと反応し、低い原子価の塩化インジウムである{\displaystyle {\ce {In5Cl9}}}、{\displaystyle {\ce {In2Cl3}}}、{\displaystyle {\ce {InCl}}}を形成する。

## 触媒
塩化インジウムは、フリーデル・クラフツ反応やディールス・アルダー反応等の有機反応のルイス酸触媒である。後者の例としては、がある。アセトニトリル-水の混合溶媒に1モル%の触媒を加えることで、反応は室温で進む。第1段階はバルビツール酸とアルデヒドのクネーフェナーゲル縮合で、第2段階はディールス・アルダー反応の逆反応である。
これはN,N'-ジメチルバルビツール酸、ベンズアルデヒド、エチルビニルエーテルの多成分反応で、触媒がある場合、90%の収率、そのうち70%がトランス異性体である。触媒がないと、収率は65%、トランス体は50%に落ちる。